# Tao Ho

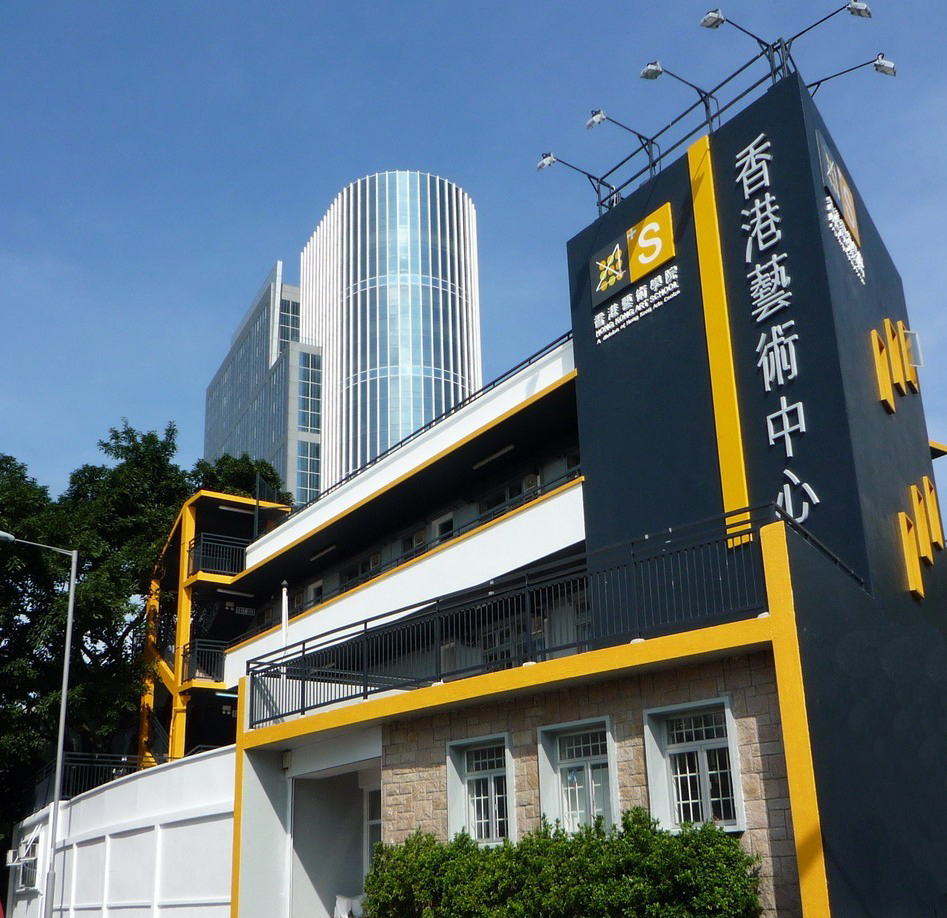
Hong Kong Arts Centre (1974-1977)

Tao Ho (en chino, 何弢; pinyin, Hé Tāo; jyutping, ho4 tou1; Shanghái, 17 de julio de 1936-29 de marzo de 2019) fue un arquitecto, pintor y escultor chino establecido en Hong Kong. 

## Trayectoria
Estudió en la Universidad de Harvard (1956-1960) y en el Williams College (1960-1964). En sus inicios trabajó con Walter Gropius (The Architects' Collaborative) y Josep Lluís Sert. Entre 1965 y 1967 fue profesor de la Universidad China de Hong Kong. En 1968 abrió su estudio en Hong Kong.
En su obra aunó la arquitectura tradicional china con la modernidad, con una especial influencia de la Bauhaus recibida a través de su maestro, Gropius. Fue amigo de Buckminster Fuller, del que también recibió su influencia. Entre sus primeras obras destacan el Hong Kong Arts Centre (1974-1977) y la International School (1975). Realizó diversas viviendas, como la torre de Bowen Road (1983) y la residencia Bayview de Black's Link Road (1987).
Realizó también numerosos proyectos en el resto de China, como los planes urbanísticos de Hangzhou, Amoy, Qingdao (1985) y Suzhou (1994); varios edificios en su ciudad natal, Shanghái; y diversos hoteles en Chengdu (1987), Pekín (1988) y Cantón (1988), así como en Ciudad Ho Chi Minh en Vietnam (1989-1994).